# Най, Мам
Мам Най (также используется вариант написания Мам Нэй; известный также под псевдонимом това́рищ Чан; род. 1934, Кампонгтхом, Французский Индокитай) — камбоджийский военный преступник, бывший сотрудник Сантебаль — службы безопасности коммунистического режима так называемых «красных кхмеров» — крайне левого течения аграрного толка, — находившегося у власти в Камбодже в 1975—1979 годах. Является одним из организаторов геноцида, жертвами которого по разным оценкам стали от 1,7 до 3 миллионов человек. В годы правления «красных кхмеров» Мам Най совместно с Канг Кек Иеу (известным как товарищ Дуть), был начальником тюрьмы S-21 и лично контролировал проведение допросов десятков тысяч её узников, сопровождавшиеся постоянными пытками и убийствами людей.

## Биография
Мам Най родился в 1934 году в провинции Кампонгтхом, в годы, когда Камбоджа находилась под французским протекторатом. В 1967 году Мам Най и Канг Кек Иеу были арестованы спецслужбами короля Нородома Сианука в связи с их подпольной деятельностью. После освобождения из тюрьмы в 1970 году, Мам Най присоединился к партизанам в районе, находившемся под контролем «красных кхмеров». Он содействовал в проведении допросов и пыток узников М-13 — первой тюрьмы, созданной Канг Кек Иеу.
Вместе с Тан Син Хином (он же — товарищ Пон) Мам Най помогал Канг Кек Иеу совершенствовать методы допроса «врагов революции». Заключенных, которые в основном сами когда-то были «красными кхмерами», постоянно морили голодом, избивали и пытали с целью добиться реальных и выдуманных признаний. Лишь нескольким узникам удалось выйти из концлагеря живым. Сразу после победы «красных кхмеров» в апреле 1975 года Канг Кек Иеу и его подопечные организовали систему концлагерей по всей столице, в их числе был и печально известная S-21. К 1978 году фракционная борьба внутри компартии достигла своего пика и уже к концу правления Пол Пота партийные «чистки» стали регулярным явлением, что увеличивало число узников в S-21. Мам Най хорошо владел вьетнамским языком (что было редкостью для камбоджийцев) и принимал участие в допросах и пытках вьетнамцев, тем самым участвуя в геноциде вьетнамского меньшинства Камбоджи.
Мам Най подписывал десятки документов, детализирующих пытки политических противников режима «красных кхмеров». Вместе со своим начальником он, прежде чем оставить Туольсленг, убил всех оставшихся в нем заключенных. Канг Кек Иеу и Мам Най были одними последних руководителей «красных кхмеров», бежавших из Пномпеня перед освобождением города вьетнамскими войсками 7 января 1979 года. После бегства из столицы, Мам Най присоединился к одной из групп «красных кхмеров», бежавших в Таиланд. Мам Най покинул ряды «красных кхмеров» незадолго до убийства Сон Сена в 1997 году, и впоследствии жил на небольшой ферме на западе страны. Хотя камбоджийские власти и знали о его местонахождении, тем не менее не пытались арестовать его. 14 июля 2009 года Мам Най давал показания международному трибуналу по Камбодже, при этом всячески отрицал свою причастность к пыткам и убийствам узников S-21.